# Talanga vagilinea
Talanga vagilinea là một loài bướm đêm trong họ Crambidae.